# Quebrada Infierno
Quebrada Infierno  En el Censo de 2010 tenía una población de 773 habitantes y una densidad poblacional de 170,84 personas por km².

## Geografía
Quebrada Infierno se encuentra ubicado en las coordenadas 18°17′56″N 65°59′42″O / 18.29889, -65.99500. Según la Oficina del Censo de los Estados Unidos, Quebrada Infierno tiene una superficie total de 4.52 km², que corresponden a tierra firme.

## Demografía
Según el censo de 2010, había 773 personas residiendo en Quebrada Infierno. La densidad de población era de 170,84 hab./km². De los 773 habitantes, Quebrada Infierno estaba compuesto por el 72.7% blancos, el 16.04% eran afroamericanos, el 0.26% eran isleños del Pacífico, el 4.66% eran de otras razas y el 6.34% pertenecían a dos o más razas. Del total de la población el 99.09% eran hispanos o latinos de cualquier raza.